# ニキータ・クチェロフ
ニキータ・イゴレヴィチ・クチェロフ （ロシア語: Никита Игоревич Кучеров, ラテン文字表記: Nikita Igorevich Kucherov, 1993年6月17日 -）は、ロシア連邦アディゲ共和国マイコープ出身のプロアイスホッケー選手。ポジションはライト・ウイング。ナショナルホッケーリーグ（NHL）のタンパベイ・ライトニングに所属している。

## 経歴

### モスクワ時代
コンチネンタル・ホッケーリーグ （KHL）のCSKAモスクワと提携しているジュニア・チームの出身で、2010年に17歳でCSKAモスクワに昇格、プロとしてデビューした。2011年に行われたNHLドラフト(全体58位)でタンパベイ・ライトニングから指名を受けた。2011-12シーズンをCSKAでプレーした後、北米に渡った。

### ライトニング時代
2012年9月10日にタンパベイ・ライトニングとの3年契約にサイン。2012-13シーズンはライトニングとの契約下で、ケベック・メジャー・ジュニア・ホッケーリーグ（QMJHL）に属するジュニア・チームでプレーした。
2013年11月25日、ニューヨーク・レンジャーズ戦でNHL初出場を果たすと、試合開始直後の第1ピリオド2分12秒に初ショットで初ゴールを決めた。ライトニングの選手でデビュー戦でゴールを決めたのはクチェロフが7人目となる。また、2014年10月28日のアリゾナ・コヨーテズ戦では、自身初のハットトリックを記録。 
2016-17年シーズンはシーズン開幕前の9月17日から10月1日までカナダのトロントで開催された第3回ワールドカップ・オブ・ホッケーのロシア代表に選出された。代表は準決勝で敗退。 シーズンでは2017年1月、NHLオールスターゲームに初選出される。74試合で85ポイントを記録した2016-17シーズンは、シーズンのセカンド・オールスター・チームとしての表彰を受けた。2017-18シーズンは、開幕から5試合連続ゴールというフランチャイズ新記録の更新でスタートし、さらにその連続ゴール記録を7試合まで伸ばした。また、開幕から11試合連続ポイントというフランチャイズ1位タイの記録も達成した。 
2017年5月に開催された第81回アイスホッケー選手権のロシア代表に選出された。同大会では5月21日の3位決定戦でフィンランドを破り、銅メダルを獲得した。 
2018年1月には、2年連続でNHLオールスターゲームに選出される。翌年2019年1月にもNHLオールスターゲームに選出され、3年連続での出場が決定した。 最終的にリーグ最多ポイントを記録し、アート・ロス・トロフィーを獲得した。 
2019年3月9日のデトロイト・レッドウィングス戦で、シーズン109ポイント目を記録。タンパベイ・ライトニングの選手として史上最多となる年間ポイント記録を更新すると、シーズン終了時までに合計128ポイント（41ゴール、87アシスト）を達成。2018-19シーズンのリーグ最多ポイントを記録し、アート・ロス・トロフィーを受賞した。ロシア出身プレーヤーによるNHLシーズンポイント記録は、1992-93シーズンにアレクサンダー・モギルニーが記録した127ポイントが最多だったが、これもクチェロフが26シーズンぶりに更新した。 
2019年6月19日、シーズン最優秀選手に贈られるハート・トロフィー、および選手会によって選出される最優秀選手賞（テッド・リンジー賞）を、ダブル受賞した。 

## 詳細情報

### 代表歴
- 2016 ワールドカップ・オブ・ホッケー ロシア代表
- 2017年アイスホッケー世界選手権ロシア代表